# Ronit Elkabetz
Ronit Elkabetz (Tel Aviv, 27 de novembro de 1964 — Tel Aviv, 19 de abril de 2016) foi uma atriz, escritora e cineasta israelense.